# Bittacomorphella pacifica
Bittacomorphella pacifica är en tvåvingeart som beskrevs av Alexander 1958. Bittacomorphella pacifica ingår i släktet Bittacomorphella och familjen glansmyggor. Inga underarter finns listade i Catalogue of Life.